# نادي الطيران السعودي
نادي الطيران السعودي (بالإنجليزية: Saudi Aviation Club)‏ ويُدعى اختصاراً SAC، هو أول ناد رسمي للطيران في المملكة العربية السعودية. يعمل كجهة مستقلة غير هادفه للربح، يُعد أحد أبرز وأكبر أندية الطيران في منطقة الشرق الأوسط والعالم، وأكثرها تنوعاً من حيث نوعية وحجم الطائرات، والفعاليات الرياضية والتدريبية المقامة فيه، وعضو في مؤسسة الطيران الفيدرالية. أسسه ويرأس مجلس إدارته الأمير سلطان بن سلمان بن عبدالعزيز. ويقع مقر النادي في مطار الثمامة بمنطقة الثمامة بالرياض، ويدعم نشاطات رياضية متنوعة متعلقة بالطيران، وهي: طيران التحكم في البعد، والقفز المظلي، والطيران الشراعي.

## التأسيس
أنشئ نادي الطيران السعودي بقرار مجلس الوزراء رقم 217 وتاريخ 8/ 9/ 1421هـ الموافق 4/ 12/ 2000م؛ بهدف تشجيع الطيران العام والعلوم المصاحبة تنظيم أنشطة الطيران الشخصية، والترويحية، والرياضية، وفقاً لأعلى معايير الأمان والسلامة وفق تعليمات وأنظمة هيئة الطيران المدني. كما يوفر النادي للعامة الفرصة للتعلم والتدرب على الطيران، والتحليق المنفرد، والطيران الشراعي، والطيران الشراعي المروحي، بالإضافة إلى طائرات التحكم عن بُعد من خلال أكاديمية متخصصة. كما يرخّص النادي للشركات المحلية الخاصة بتدريب أفرادها المهتمين.
النادي يعمل تحت مظلة هيئة الطيران المدني، وبتنسيق متكامل مع كل الجهات الأمنية والجهات المعنية بالطيران في المملكة.

## روابط خارجية
- الموقع الإلكتروني
- مطار الثمامة في نادي الطيران السعودي